# Jacques Kheliff
Jacques Kheliff, né le 19 octobre 1953, est un syndicaliste français. Après une carrière syndicale à la Confédération française démocratique du travail (CFDT), il est aujourd'hui directeur du développement durable de Rhodia.

## Biographie
En 1969, il obtient un CAP de mécanicien au collège Lavoisier de Mulhouse.
Il commence sa carrière en 1970 comme mécanicien à la Société alsacienne de constructions mécaniques (SACM). À partir de 1972, il est mécanicien chez Rhône-Poulenc. De 1975 à 1983, il est acheteur, toujours chez Rhône-Poulenc. C'est également en 1975 qu'il devient délégué syndical de la CFDT.
À partir de 1988, il est secrétaire général de la Fédération Unifiée de la Chimie de la CFDT. En 1997, à la suite de la fusion des branches chimie et énergie de la CFDT, pour laquelle il a œuvré, il devient secrétaire général de la Fédération Chimie Énergie. Il est également nommé vice-président de la Fédération européenne des syndicats des mines, de la chimie et de l'énergie (EMCEF en anglais). En 1999, les groupes Rhône-Poulenc et Hoechst Marion Roussel fusionnent pour donner naissance à Aventis. Jacques Kheliff participe alors à l'entrée de salariés au conseil de surveillance. En 2002, même s'il reste adhérent, il décide de quitter ses mandats à la CFDT, Nicole Notat ayant nommé François Chérèque pour la remplacer à la tête du syndicat et ce dernier refusant de le laisser prendre de nouvelles responsabilités.
Fin 2002, il rejoint Rhodia, où il est d'abord conseiller du président pour le développement durable, avant d'être nommé directeur du développement durable fin 2003.

## Distinction
- Chevalier de l'ordre national du Mérite[8] (2013)